# ISU-152

Rozmieszczenie załogi działa samobieżnego ISU-152
1 – Kierowca
2 – Dowódca
3 – Celowniczy
4 – Ładowniczy (1)
5 – Ładowniczy (2)

ISU-152 – ciężkie działo pancerne produkcji radzieckiej z okresu II wojny światowej.

## Historia
Początki dział samobieżnych ISU-152 sięgają 24 stycznia 1943 roku – wtedy to pojawił się pierwszy pojazd należący do tej rodziny. Został oznaczony jako Obiekt 236 (Объект 236) i oparty był na tej samej koncepcji co późniejsze ISU-152. Wyprodukowano go w Fabryce nr 100 w Czelabińsku. Tego samego dnia, kiedy został wyprodukowany – 24 stycznia, zdecydowano, że gotowy prototyp weźmie udział w testach artyleryjskich na poligonie czebarkulskim, oddalonym o 107 km od zakładów produkcyjnych w Czelabińsku. Próby zakończono 7 lutego 1943, a Obiekt 236 przeszedł je z pełnym sukcesem. W dniu 14 lutego pojazd został przyjęty i wprowadzony do produkcji pod oznaczeniem KW-14 (КВ-14). W kwietniu 1943 roku nakazano by używaną dotąd nazwę zmienić na SU-152 (СУ-152). W międzyczasie uznano, że pojazd należy zmodernizować, a dotychczasową bazę pojazdu SU-152, jaką był czołg KW-1S, zmienić na nowszy model ciężkiego czołgu – IS. 25 maja 1943 roku, krótko po wdrożeniu tej zmiany, administracja fabryki nr 100 zarządziła rozpoczęcie modernizacji SU-152, która głównie polegała na zwiększeniu opancerzenia, a także innych poprawkach. Modernizacje rozpoczęły się w lipcu 1943 roku, pod nadzorem Żoziefa Jakowlewicza Kotina (naczelnego projektanta sowieckich ciężkich czołgów) oraz Grigorija Nikołajewicza Moskwina (projektanta głównego działa samobieżnego). Około miesiąc po zatwierdzeniu ulepszeń konstrukcji, pierwszy zmodernizowany prototyp był już gotowy. Został oznaczony IS-152 (ИС-152). Doświadczenia przeprowadzone przez fabrykę we wrześniu 1943 roku ujawniły jednak szereg różnego rodzaju uchybień projektu, które spowodowały, że prototyp wysłano do poprawy. W październiku 1943 drugi (inny) zmodernizowany wariant, oznaczony jako Obiekt 241 (Объект 241) był już gotowy. Pod wieloma względami był lepszy od swojego poprzednika – IS-152, który nie przeszedł wewnętrznych testów. Próby fabryczne rozpoczęto jeszcze w tym samym miesiącu na Gorochowieckim Poligonie Artyleryjskim. W dniu 6 listopada 1943 roku zaakceptowano poprawioną wersję oraz nadano jej nowe oznaczenie – ISU-152 (ИСУ-152). Produkcję seryjną nowego działa samobieżnego, które miało zastąpić swojego poprzednika – SU-152, rozpoczęto w grudniu w Zakładach Kirowskich w Czelabińsku.

## Służba
Produkcja dział ISU-152 rozpoczęła się w połowie 1943 roku w Zakładach Kirowskich w Czelabińsku. Do jednostek nowe wozy trafiły w listopadzie 1943 roku. Na większą skalę produkcja ruszyła w roku 1944, kiedy wyprodukowano ok. 1000 dział.
Działa ISU-152 znalazły się w uzbrojeniu ludowego Wojska Polskiego. Pewną ich liczbę otrzymał 13 pułk artylerii samobieżnej. Większa liczba dotarła do Polski po zakończeniu wojny. Pozostawały w uzbrojeniu do początku lat 60.
Wadą była zbyt mała ilość zabieranej amunicji co w tego rodzaju pojazdach stanowiło duży kłopot.
Ostatni raz pojazdów używano podczas I wojny w Zatoce Perskiej.

## Warianty

### ISU-152
Wariant podstawowy, skonstruowany w 1943 roku. Nosił fabryczne oznaczenie – Obiekt 241 (Объект 241). Był uzbrojony w haubicę ML-20S (МЛ-20С) kalibru 152,4 mm, której lufa mierzyła około 4,2 metra (27,9 kalibrów). Działo samobieżne mogło być zaopatrzone w 21 sztuk dwuczęściowej (łuska i ładunek bojowy) amunicji przeciwpancernej i odłamkowo-burzącej. Działo miało zasięg ognia skutecznego wynoszący maksymalnie 6200 metrów. Pocisk przeciwpancerny ważył 48,78 kg, jego prędkość wylotowa wynosiła 600 m/s. Penetrował płytę pancerza typu RHA (Rolled Homogeneous Armor) o grubości 125 mm, nachyloną pod kątem 90° z odległości 500 metrów. Pierwsze zmiany dotyczyły działa, liczby włazów oraz grubości pancerza, a opierały się one na czołgach ciężkich: IS-1, IS-2 lub IS-2 model 1944. W kolejnych modyfikacjach zwiększono grubość osłony działa, zwiększono objętość zbiorników paliwa itp. Do maja roku 1944 jako główne uzbrojenie używano 152,4 mm haubicy ML-20 model 1937, z szybkostrzelnością wynoszącą 2-3 strz./min. Wczesne wersje miały trzy włazy na dachu nadbudówki oraz jeden awaryjny luk w dolnej części kadłuba, za siedzeniem kierowcy. Później dodano czwarty, okrągły właz na dachu nadbudówki po prawej stronie, obok prostokątnego włazu znajdującego się po lewej stronie. W późniejszej modyfikacji ISU-152, z nowszym działem o nieznacznie dłuższej lufie (4,9 m – 32,3 kalibrów); maksymalna donośność zwiększyła się do 13 000 metrów.

### ISU-152 model 1945 (Obiekt 704)
Powstał jeden prototyp tego działa samobieżnego, skonstruowany w 1945 roku. Do jego stworzenia użyto części z czołgów IS-2 oraz IS-3. Całkowita wysokość działa samobieżnego została zredukowana do 2,24 m, co wpłynęło na zwiększenie szerokości kadłuba. Model 1945 nosił fabryczne określenie Obiekt 704 (Объект 704). Zamontowano w nim haubicę ML-20SM Model 1944 (МЛ-20СМ обр. 1944 г.), o kalibrze 152,4 mm, którego długość przekraczała 4,5 metra (29,6 kalibrów). Działo nie posiadało hamulca wylotowego, co dodatkowo zwiększyło siłę ognia. Zasięg wynosił 13 000 metrów. Działo samobieżne mogło być zaopatrzone w 20 sztuk dwuczęściowej (łuska i ładunek bojowy) amunicji przeciwpancernej i odłamkowo-burzącej. Pocisk przeciwpancerny ważył 48,78 kg, a jego prędkość wylotowa wynosiła 655 m/s. Szybkostrzelność działa wynosiła 1-2 strz./min. 

ISU-152 model 1945 miał cztery włazy na dachu nadbudówki oraz jeden ewakuacyjny w dolnej części kadłuba, za siedzeniem kierowcy. Obiekt 704 posiadał dwa zewnętrzne zbiorniki paliwa nie połączone z układem paliwowym, które mieściły po 90 litrów paliwa każdy. Jako uzbrojenie dodatkowe służyły dwa karabiny maszynowe DSzK, strzelające pociskami 12,7 x 108 mm – jeden służący jako broń przeciwlotnicza, drugi natomiast był sprzężony z działem.
Bezpieczeństwo załogi zwiększono poprzez pogrubienie pancerza, oraz jego silne nachylenie. Na przykład w miejscu, gdzie osłona działa łączyła się z kadłubem pancerz miał grubość 160 mm. ISU-152 model 1945 (ИСУ-152 обр. 1945 г.) był najlepiej opancerzonym ze wszystkich fabrycznych jak i prototypowych sowieckich dział samobieżnych produkowanych podczas II wojny światowej. Jednak nachylenie pancerza w połączeniu ze wzrostem odrzutu broni z powodu braku hamulca wylotowego znacznie skomplikowało pracę załogi i właśnie z tych względów nie zdecydowano na skierowanie Obiektu 704 do produkcji seryjnej. Dziś prototyp tego działa samobieżnego jest prezentowany na wystawie w Muzeum Czołgów w Kubince.

### ISU-152K

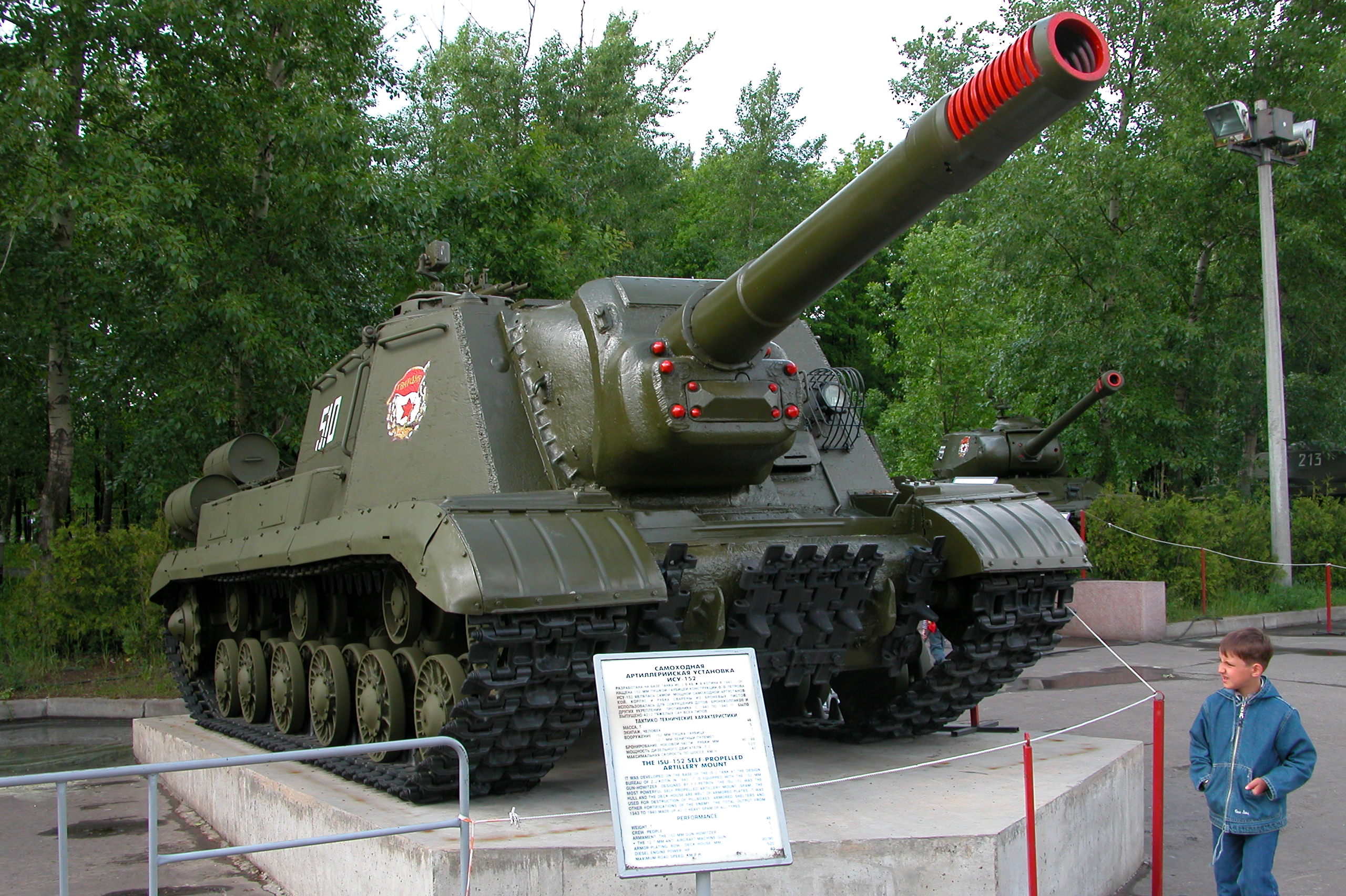
ISU-152K w Parku Zwycięstwa w Moskwie, Rosja

Zmodernizowany wariant działa samobieżnego ISU-152, opracowany w 1953 roku. Użyty w nim silnik pochodził z czołgu T-54; posiadał system chłodzenia oraz nagrzewnicę. Pojemność głównego wewnętrznego zbiornika paliwa, została zwiększona do 920 litrów, co zaowocowało zwiększeniem zasięgu pojazdu do 500 km na drodze. Zapas amunicji zwiększono do 30 pocisków. Stało się to możliwe dzięki usunięciu dodatkowego wewnętrznego zbiornika paliwa, umieszczonego w przedziale załogi. Działo miało maksymalny zasięg ognia skutecznego wynoszący 13 000 metrów. ISU-152K otrzymał także nową wieżyczkę dowódcy oraz nowe celowniki. Pojazd nosił oznaczenie fabryczne Obiekt 241K (Объект 241К). Układ jezdny używał wielu elementów pochodzących z czołgu T-10. Osłona działa miała dodatkowy pierścień pancerny. Miało to polepszyć ochronę przyrządów celowniczych. Niektóre z ISU-152K otrzymały dodatkowe płyty pancerne o grubości 15 mm dospawane na 60 mm pancerz. Modernizacje zostały przeprowadzone w Zakładach Kirowskich w Leningradzie.

### ISU-152M
Ostatnia modernizacja ISU-152, przeprowadzona w 1959 roku w Zakładach Kirowskich w Czelabińsku. Ta wersja była prawie taka sama jak ISU-152K, ale nie miała systemu chłodzenia i posiadała nowy wkm DSzKM. Oznaczenie fabryczne Obiekt 241M (Объект 241M).

## Użytkownicy
- Chiny
- Czechosłowacja – egzemplarze przekazane armii czechosłowackiej po wojnie, użytkowane do końca lat 50.
- Egipt
- Finlandia – egzemplarze zdobyte podczas wojny kontynuacyjnej
- Irak
- Izrael – egzemplarze zdobyte podczas konfliktu izraelsko-arabskiego
- Jugosławia
- Korea Północna – używane podczas wojny koreańskiej, obecnie wycofane
- Polska
- Rumunia

## W muzeach

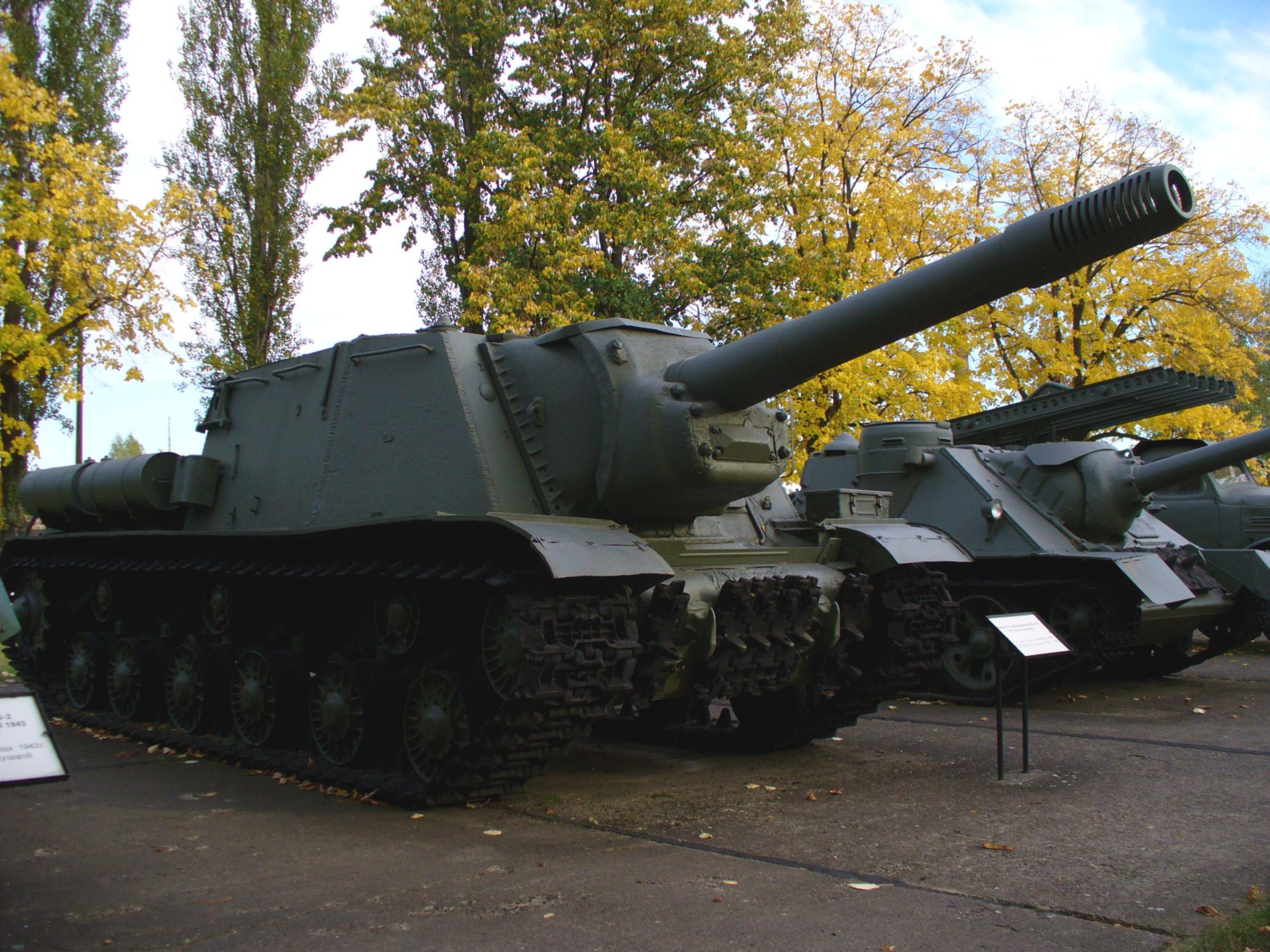
Karlshorst, Berlin, Niemcy

Pojazdy ISU-152 są eksponowane w następujących polskich muzeach:
- Muzeum Historyczne – Pałac w Dukli
- Muzeum Oręża Polskiego w Kołobrzegu w Kołobrzegu
- Muzeum Broni Pancernej Centrum Szkolenia Wojsk Lądowych w Poznaniu
- Muzeum Wojska Polskiego w Warszawie – oddział Muzeum Polskiej Techniki Wojskowej, nr taktyczny 331
- Muzeum Techniki Wojskowej GRYF w Dąbrówce k. Wejherowa (pozbawione głównego uzbrojenia i przebudowane na ciężki ciągnik ewakuacyjny)